# Итальянское имя
Согласно общеевропейской традиции романских языков, современные граждане Италии имеют личное имя и фамилию.

## Имя
По крайней мере с XVI века в Италии складывается традиция именования детей по именам предков:
- первый сын получал имя деда по отцу
- первая дочь получала имя бабушки по отцу
- второй сын получал имя деда по матери
- вторая дочь получала имя бабушки по матери.

Остальные дети получали имена своих родителей, или имена ближайших незамужних, неженатых или умерших дядьёв и тёток. Из-за этого обычая одни и те же имена повторяются в итальянских семьях из поколения в поколение.
Большинство имён, даваемых детям при рождении в Италии — из имён святых Римско-католической церкви. Нередко имена местных святых покровителей используются в одних регионах чаще, чем в соседних. Так, например, имя Ромоло (Romolo) и Колтралиано (Coltraliano) очень распространено в Риме и окрестностях, но редко используется в других местах.

## Фамилия

### Античное наследие
Итальянское слово фамилия — «cognome» происходит от латинского «cognomen» — что-то, что дополняет личное имя. В древности фамилии не использовались, только с возвышением Древнего Рима использование «трёхчленного имени» за гражданами закрепилось в традиции. Например, имя в трёх частях «Марк Туллий Цицерон», состоит из Marcus — praenomen (личное имя), Tullius — nomen (указывает на генеалогию и семью), и когномен Cicero, который стал своего рода псевдонимом для опознания в дальнейшем. (См. Римские имена).
Этот обычай был утрачен в Средние века, а большинство итальянцев, родившихся до X века, известны только по личному имени, полученному при рождении, как например Джузеппе, Симоне, но начиная с Венецианской республики, во избежание путаницы уже стало использоваться дополнительное имя.

### Средневековье
Наиболее ранние свидетельства использования фамилий в Италии прослеживаются с XII века. В те времена это ещё были, в большинстве случаев (за исключением родовых имен знати) прозвища (soprannomi — означает «выше имени»), а также различные именования в честь предков, географические и названия по профессии.
В средневековой Италии была распространена патронимия. В повседневной действительности человеку было достаточно одного имени, но когда речь заходила о документах, всегда уточнялось к какому семейству человек принадлежит. В качестве уточняющего дополнения как правило приводилось имя главы семейства, то есть отца этого человека.
Проще всего это проследить на именах династий художников, которые не были ни аристократами, ни простолюдинами, но представляли собой средний класс. Например, семейство основателя живописной школы Дуччо:
- сын его брата Бонавентуры по имени Сенья фигурирует в документах как Сенья ди Бонавентура, то есть «Сенья, принадлежащий к Бонавентуре» («сын Бонавентуры»)
- сын Сеньи Никколо соответственно именовался Никколо ди Сенья, то есть «Никколо, принадлежащий к Сенья».

Аналогично католический святой и богослов Франциск Ассизский до принятия монашеского обета был известен как Франческо ди Пьетро Бернардоне и был сыном торговца Пьетро де Бернардоне.
Кроме патронимии были распространены  топонимические прозвища. Это делалось, вероятно, для того, чтобы отличить разных людей с одним и тем же именем. Например в истории итальянского средневекового искусства Джунта Пизано и Джованни Пизано означает не то, что они были родственниками, а лишь то, что оба они из города Пиза. В дальнейшем многие из soprannomi закрепились в качестве родового имени — cognome.
Обычай иметь фамилию постепенно воспринимается от знати, всеми классами населения, и в XV веке большинство фамилий были уже образованы. Наконец, в 1564 году Тридентский собор приказал приходским священникам регистрировать каждого человека с именем и фамилией.

### Новое время
Современные итальянские фамилии обычно оканчиваются на «-i» — Пуччини, Томмазини — или «-o» — Папараццо. Кроме того, в них могут входить и дополнительные частицы, которые порой указывают на знатное происхождение, хотя далеко не всегда. Так, например, они могут обозначать:
- принадлежность к семье («сын такого-то» по имени, прозвищу или профессии): Ди Джакомо, Ди Фердинандо, Дель Сарто, Дель Кастаньо;
- прозвище, аналогичное прилагательному, описывающее обстоятельства рождения или жизни: Ди Маджио («майский»), Дель Боско («лесной»);
- вассальную принадлежность или службу кому-то: Дель Дука, Дель Монако, Де Пископо («герцогский», «монашеский», «епископский»), — так же, как и фамилия Конте (букв. «граф») не обязательно будет означать причастность к дворянству;
- «поэтические» фамилии типа Дельи Инноченти, Дельи Эспозити, Дель’Аморе, Ди Дио (букв. «из невинных», «из подброшенных», «принадлежащий любви», «принадлежащий Богу») присваивались найдёнышам.

Чаще всего в подобных фамилиях фигурирует предлог «di» (приблизительно соответствующий русскому «из» или родительному падежу), нередко сливающийся в соответствии с правилами итальянского языка с определённым артиклем мужского или женского рода, единственного или множественного числа — порождая такие стандартные формы как «del», «della», «dello», «dei», «delle», «degli», «dell'» и др.